# In compagnia di Roberto Benigni
In compagnia di Roberto Benigni è un album di Roberto Benigni pubblicato nel 2006.

## Tracce
1. La marcia degli incazzati[1] - 3.15
2. Berlìnguere o Berlinguèrre[2] - 1:36
3. Invettiva al babbo[2] - 1:38
4. Giulia dal Priore[2] - 1:44
5. La Russia[2] - 3:59
6. Giulia con Amedeo[2] - 1:54
7. Giulia da Adelaide[2] - 3:14
8. La storia di Carlo[1] - 4:52